# Armengol di Urgell
Armengol (anche Ermengol o Ermengaudio; in latino Hermengaudius) (X secolo – El Pont de Bar, 1035) è stato un vescovo spagnolo, vescovo di Urgell dal 1010 fino alla sua morte.

## Biografia
Era il nipote e successore del vescovo Salla e membro della famiglia dei conti di Conflent. Ha iniziato il suo episcopato, riformando i canonici della cattedrale, secondo le linee della vita di sant'Agostino, e concedendo loro terreni in Vallespir, Cerdanya, e Alt Urgell. Nel 1012, si recò a Roma per un'udienza con Papa Benedetto VIII, il quale confermò i possedimenti della sua diocesi e della sua giurisdizione. Nel 1017, consacrò Borrell come vescovo di Roda e ricevette da quel vescovo il riconoscimento della sua superiorità nella gerarchia locale.
Si trovò spesso in contrasto con la nobiltà di Urgell e collaborò alla costruzione di molte opere pubbliche. A lui si deve la costruzione della cattedrale di Urgell, che fu poi consacrata nel 1040 dal suo successore, Eribau.
Morì a El Pont de Bar nel 1035 mentre sovrintendeva alla costruzione di un ponte.

## Culto

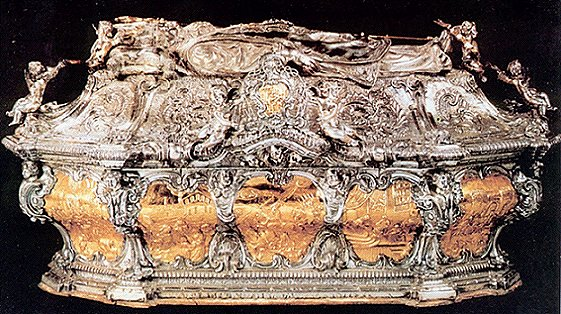
Urna d'argento con i resti del vescovo Armengol, opera di Pere Llopart (Urgell, Cattedrale)

Nel Martirologio Romano è ricordato il 3 novembre: "A Urgell nella Catalogna in Spagna, sant'Ermengaudio, vescovo, che fu uno degli illustri presuli che si adoperarono per ristabilire la Chiesa nelle terre liberate dal giogo dei Mori e, precipitato a terra mentre lavorava con le sue proprie mani alla costruzione di un ponte, morì fratturandosi il capo sulle pietre".
Viene considerato patrono dei costruttori di ponti.
Per la sua attività pubblica, si celebra ogni anno la Fiera di San Ermengol.